# SS.11 (ミサイル)
SS.11は、ノール・アビアシオンが製造した有線MCLOSの対戦車ミサイルである。フランス陸軍には1956年から配備され、1980年代の生産終了までにおよそ18万発が製造された。
アメリカ軍の型式番号はAGM-22。

## 開発
SS.10（Nord-5203）の後継機として1953年に開発が始められた。開発コードは"Nord-5210"。このミサイルは、SS.10の大型化および車両、艦船、ヘリコプターから射撃可能という要求仕様に基づいて開発された。フランス陸軍に採用されると、SS.11の型式が与えられた。
B型は、電子部品の一部をソリッドステートのものに改良したミサイルである。

## 実績
アメリカは、1958年にSSM-A-23 ダートの開発が中止されると、SS.11の評価試験を始め、1961年に導入が決定した。このミサイルはUH-1B ヒューイに搭載され、運用された。
初めて戦場に投入されたのはベトナム戦争の最中の1966年である。1979年には退役し、後継機としてBGM-71 TOWが配備された。イギリス空軍では、フォークランド紛争にて少なくとも4発が発射され、アルゼンチンの砲兵隊を攻撃している。
射手が目標とミサイルを同時に見ながら、命中まで手動誘導を続けなくてはならない「手動指令照準線一致誘導方式」のため、命中率を高めるには訓練が必要とされる。フランス海軍ではSS.11 4連装発射機を搭載した高速戦闘艇「ラ・コンバタント」（La Combattante, P730）を建造したが、動揺する艦上からの手動誘導は無理があり、後にエグゾセの試験艦となっている。

## 特徴
弾頭の交換が可能である。
140AC
成形炸薬弾 - 600mmの均質圧延スチール装甲板を貫通できる。
140AP02
榴弾。
140AP09
対人用弾頭。
140CCN
対舟艇用弾頭。
発射時に1.2秒間発射薬が燃焼し、その後20秒間推進薬が燃焼することで飛行する。
誘導は噴射ガスの角度を変えて行われる。飛行中に回転することから、ミサイルと地面の位置関係を検出するジャイロスコープが搭載される。この構造は9M14 マリュートカ対戦車ミサイルと似ている。

## 派生
SS.11/AGM-22
SS.11A1/XAGM-22A
SS.11B1/XAGM-22B
SS.11B1（演習弾）/XATM-22B

## 採用した国と地域
- アラブ首長国連邦
- アルゼンチン
- バーレーン
- ベルギー
- ブラジル
- ブルネイ
- カナダ
- デンマーク
- エチオピア
- フィンランド

- フランス
- ドイツ
- ギリシャ
- インド
- イラン
- イラク
- イスラエル
- イタリア
- コートジボワール
- レバノン

- リビア
- マレーシア
- オランダ
- ノルウェー
- ペルー
- ポルトガル
- サウジアラビア
- セネガル
- 南アフリカ共和国
- スペイン

- スウェーデン
- スイス
- チュニジア
- トルコ
- イギリス
- ウガンダ
- アメリカ合衆国
- ベネズエラ